# مشغين جيق (أوجان الشرقي)
مشغین جیق (بالفارسية: مشگین‌جیق) هي منطقة سكنية تقع في إيران في قسم أوجان الشرقي الريفي. يقدر عدد سكانها بـ 286 نسمة .